# Провалово
Провалово — железнодорожная станция (населённый пункт) на ветке Барановский — Хасан в Хасанском районе Приморского края, входит в состав Барабашского сельского поселения.

## Географическое положение
Станция находится на берегу реки Чертовка, в 2 км от её впадения в реку Амба, и в 10 км от её впадения в бухту Песчаная Амурского залива, на расстоянии 77 км (по автодорогам) от посёлка городского типа Славянка, административного центра района, и 120 км (по автодорогам) от города Владивосток, административного центра края.

## История
Станция основана в 1940 году. Названа в честь Героя Советского Союза Константина Ивановича Провалова (1906—1981), участника боёв у озера Хасан.

## Население
| 2002 | 2005 | 2010 |
| ---- | ---- | ---- |
| 37   | →37  | ↘27  |

## Транспорт
Населённый пункт связан автомобильной дорогой длиной 10 км с трассой А189 Раздольное — Хасан.